# Севр — Лекурб (станция метро)
Севр — Лекурб (фр. Sèvres - Lecourbe) — станция линии 6 Парижского метрополитена, расположенная в XV округе Парижа. Названа по двум улицам (фр. Rue de Sèvres, Rue Lecourbe), образующим единую магистраль, проходящую под метроэстакадой линии 6 к востоку от станции

## История
- Станция открылась 24 апреля 1906 года. До 1907 года станция называлась «Авеню де Сюффрен», по авеню, начинающейся с северной стороны от станции, после чего была переименована в честь парижского пригорода Севр и французского генерала наполеоновской эпохи Клода Лекурба, по которым и были названы улицы, пролегающие возле станции метро.
- Пассажиропоток по станции по входу в 2011 году, по данным RATP, составил 2 416 242 человек[2]. В 2013 году этот показатель незначительно снизился и составил 2 408 327 пассажиров (224 место по уровню входного пассажиропотока в Парижском метро)[3]

## Конструкция и оформление
Станция построена по проекту надземной крытой станции, аналогичному большинству надземных станций на этой линии 6 (кроме Пасси, Сен-Жака и Бель-Эр, расположенных непосредственно на поверхности земли). Оформление навеса сходно с тем, что использовался на надземных станциях линии 2, однако проект, использовавшийся на линии 6, отличается наличием общей крыши, накрывающей весь станционный комплекс.

## Галерея

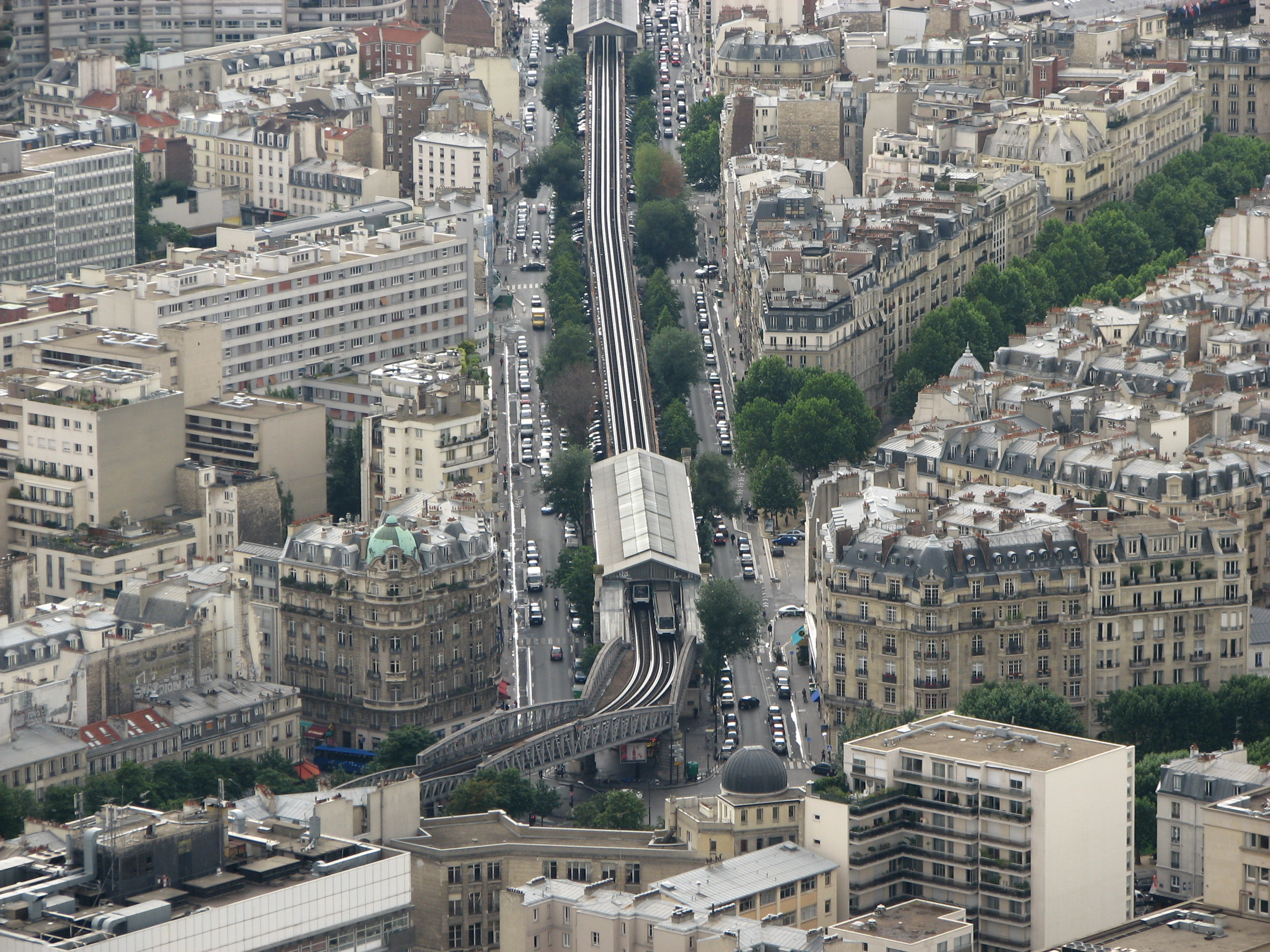
Вид на станцию с башни Монпарнас.
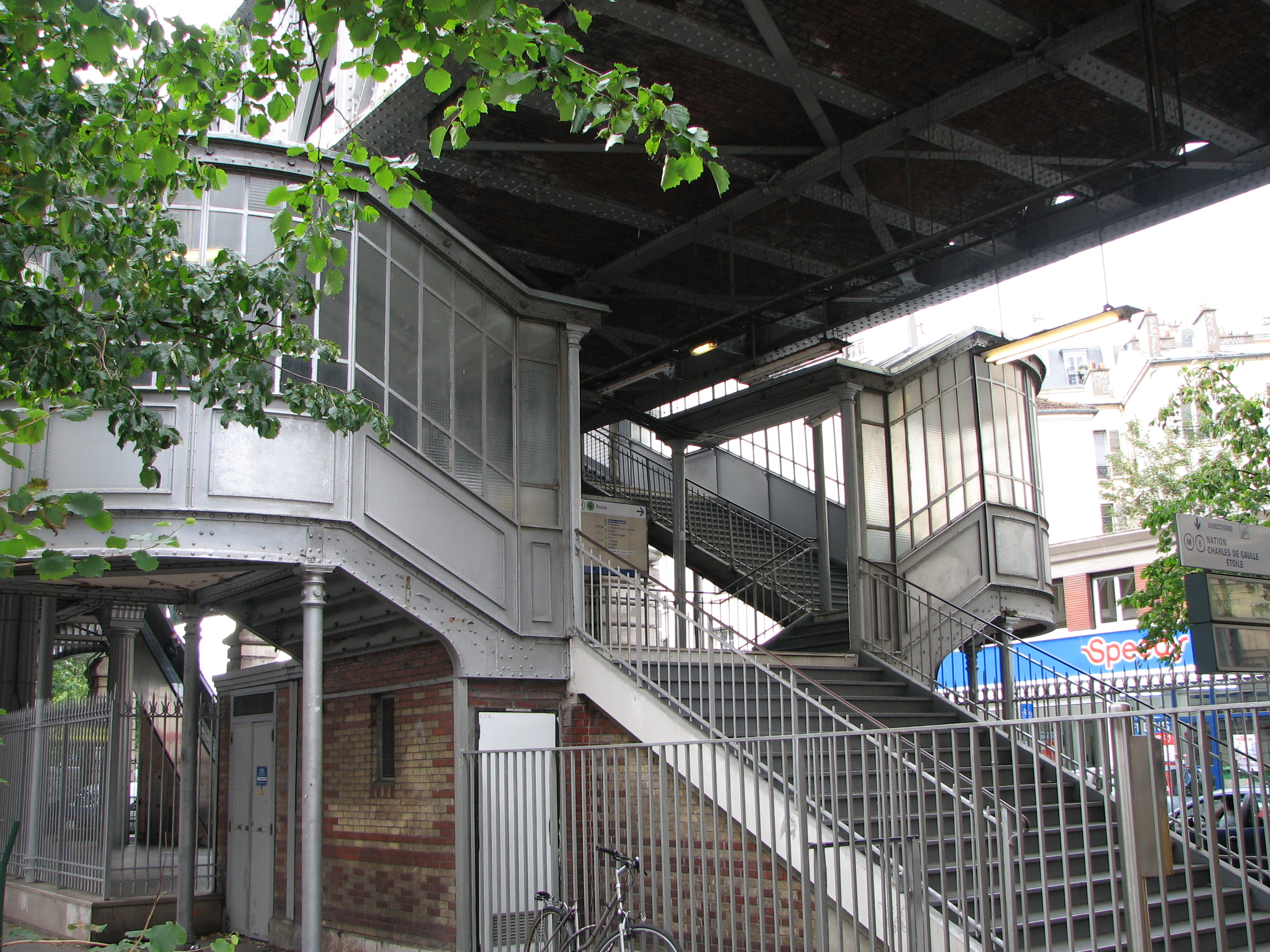
Лестничные сходы
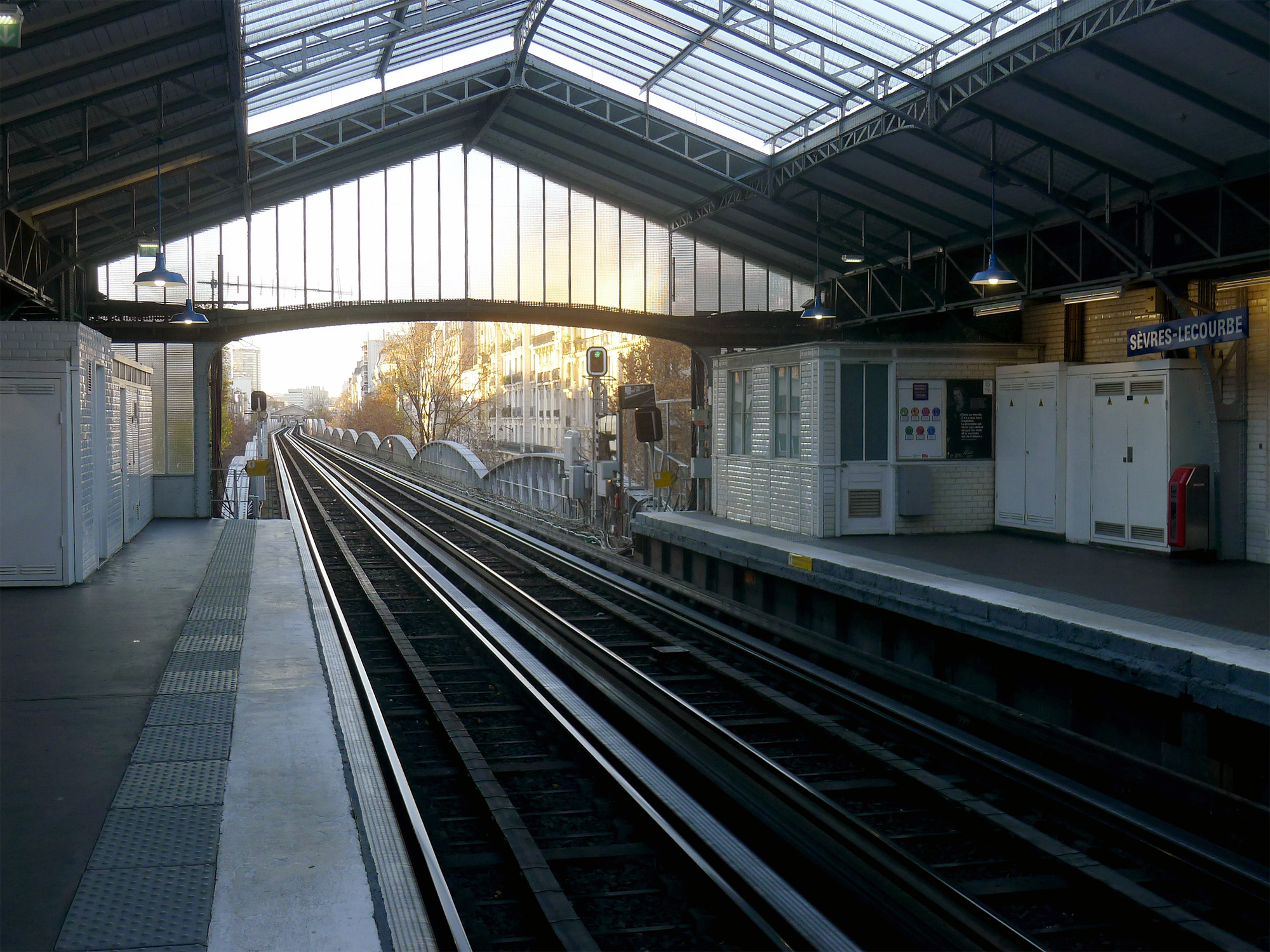
Интерьер
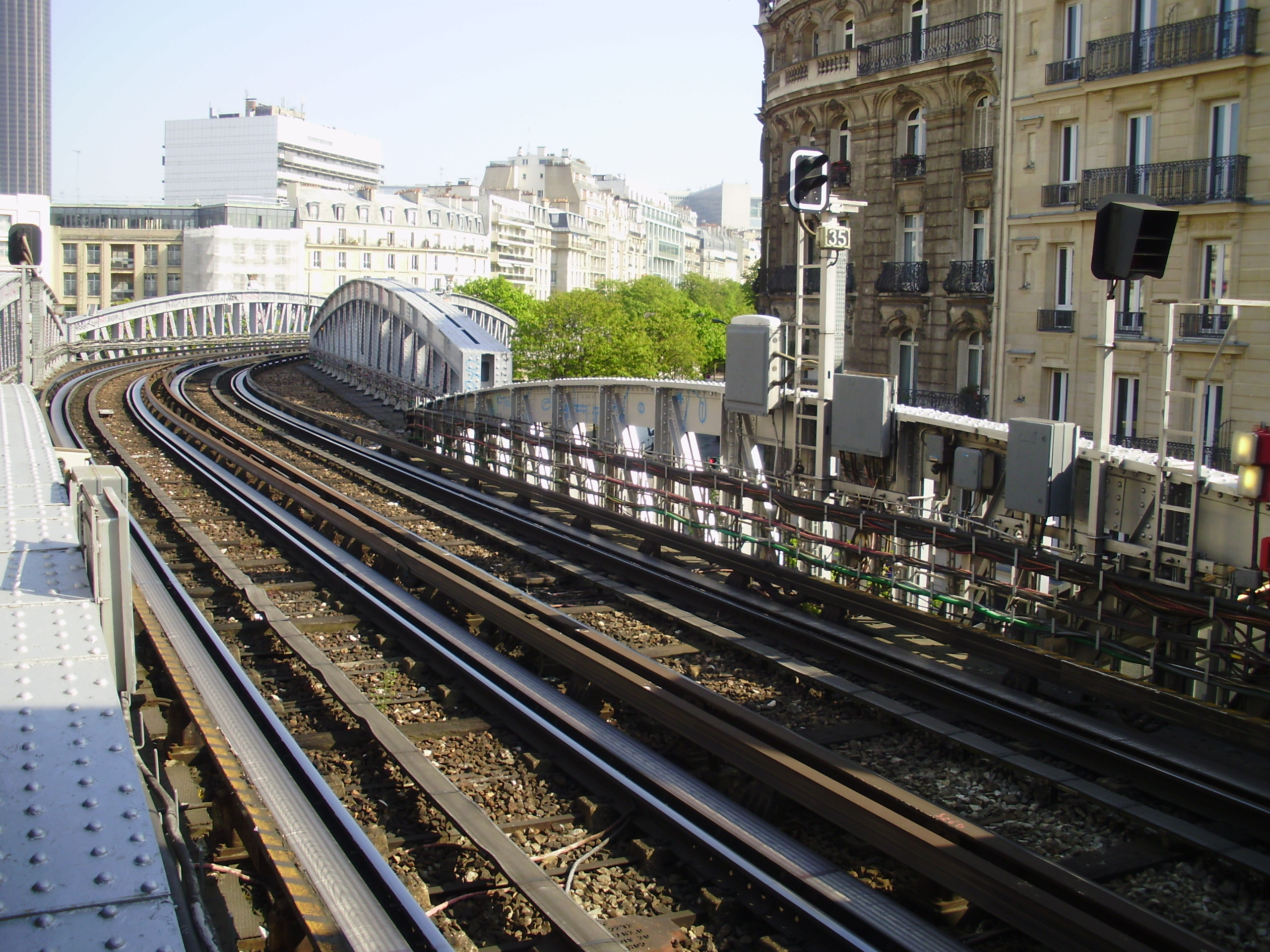
Восточный торец (вид в сторону Пастера
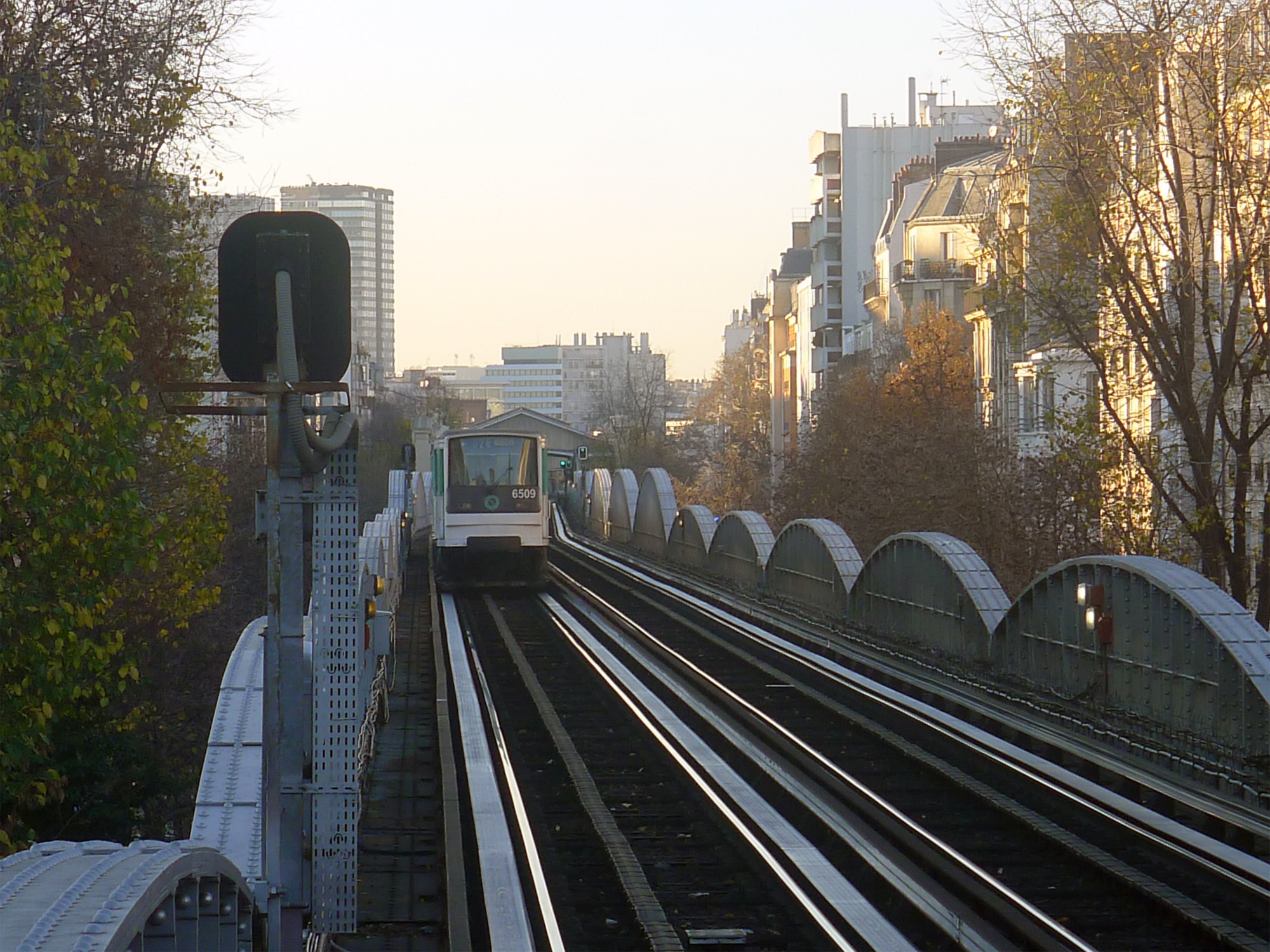
Прибытие поезда MP 73 со стороны Камбронна.